# Diascia integerrima
Diascia integerrima är en flenörtsväxtart som beskrevs av Ernst Meyer och George Bentham. Diascia integerrima ingår i släktet tvillingsporrar, och familjen flenörtsväxter. Inga underarter finns listade i Catalogue of Life.